# Lautospora
Lautospora är ett släkte av svampar. Lautospora ingår i familjen Lautosporaceae, klassen Dothideomycetes, divisionen sporsäcksvampar och riket svampar.
| Lautospora | \| \| Lautospora gigantea \| \| \| \| \| \| Lautospora simillima \| \| \| \| |
|            | \| \| Lautospora gigantea \| \| \| \| \| \| Lautospora simillima \| \| \| \| |
|            | Lautospora gigantea                                                          |
|            |                                                                              |
|            | Lautospora simillima                                                         |
|            |                                                                              |

|  | Lautospora gigantea  |
|  |                      |
|  | Lautospora simillima |
|  |                      |